# رواية خفيفة
الرواية الخفيفة (ライトノベル رايتو نوبِرُ) هي أسلوب من للرواية اليابانية تستهدف بشكل رئيسي طلاب المدارس الإعدادية والثانوية (ديموغرافيا الشباب البالغين) «الرواية الخفيفة (Light novel)» هي واسيه-إيغو، أو مصطلح ياباني مكون من كلمات باللغة الإنجليزية. الروايات القصيرة والخفيفة كهذه غالباً تُدعى رانوبِه (ラノベ)، أو LN في الغرب. عادة تكون غير زائدة على 40000-50000 كلمة (الأقصر منها تكون مساوية للرواية القصيرة في شروط النشر الأمريكية)، نادراً ما تتجاوز المئتي صفحة، غالباً ما تكون ذات جدول نشر كثيف، تُنشر عادة بحجم بونكوبون، وتكون مُصوَّرة غالباً. يُسلسَل النص غالباً في مجلات مقتطفات قبل جمعه في هيأة كتاب.

## تفاصيل
نشأت الروايات الخفيفة في مجلات اللب. من أجل إرضاء جمهورها، معظم مجلات اللب اليابانية، التي تغيرت أغلفتها بالفعل من الأسلوب الكلاسيكي إلى أسلوب الأنمي المشهور، بدأت بوضع صور في بداية كل قصة وشملت مقالات عن الأفلام المشهورة، والأنمي وألعاب الفيديو. صار المحتوى أيضاً متأثراً بأفلام شهيرة مثل حرب النجوم. السرد تطور لإرضاء الأجيال الجديدة وصار مُصوَّراً بالكامل بالأسلوب المشهور. الدوريات المشهورة تُطبَع في روايات.
في السنوات الأخيرة، صارت قصص الروايات الخفيفة اختيارات مشهورة لتحويلها إلى مانغا، أنمي وأفلام حركة حية. الروايات الخفيفة تُسلسَل غالباً في مجلات أدبية مثل فاوست، غيكان دراغون ماغازين، ذا سنيكر ودنغكي hp، أو مجلات سلسلات إعلامية مثل كومبتيك ودنغكي جيز ماغازين.
الروايات الخفيفة مشهورة للغاية في اليابان. الشركات الناشرة تبحث باستمرار مواهب جديدة عن طريق مسابقات سنوية، الكثير منها تعطي الفائز جائزة نقدية ونشر روايته. جائزة رواية دنغكي هي الكبرى، مع أكثر من 6500 مشترك (2013) سنوياً. جميعها مصنفة كـ«روايات خفيفة» بوضوح وتُنشَر ككتب جيب منخفضة السعر. مثلاً، سعر كآبة هاروهي سوزوميا في اليابان يساوي ¥514 (مع ضريبة 5%)، مشابهاً للسعر العادي لكتب الجيب التجارية — الروايات الخفيفة والأدبية العامة — المبيعة في اليابان. في 2007، قُدِّر (وفقاً لموقع مموَّل من قبل الحكومة اليابانية) أن سوق الروايات الخفيفة تقريباً ¥20 بليون ($166.7 مليون في ¥120 للدولار) وما يقارب 30 مليون نسخة تُنشَر سنوياً. مجموعة كادوكاوا القابضة، التي تمتلك أسماءً كبيرة مثل كادوكاوا سنيكر بوكس ودنغكي بوكس، تملك 70% إلى 80% من حصة السوق. في 2009، ربحت الروايات الخفيفة ¥30.1 بليون من المبيعات، أو ما يقارب 20% من كل مبيعات كتب الجيب بهيأة بونكوبون في اليابان.
هناك حالياً العديد من الترجمات الإنجليزية المرخصة للروايات الخفيفة اليابانية المتاحة. تُنشَر عادة بالأبعاد المادية لكتب الجيب السوقية الشاملة المعيارية أو مشابهة لتانكوبون المانغا، لكن بدءاً من أبريل 2007، كانت سفن سيز إنترتينمنت أول ناشر إنجليزي يطبع الروايات الخفيفة بهيأتها اليابانية الأصلية 10.5 سم × 15 سم. من الناشرين الإنجليزيين الآخرين المنتجين للروايات الخفيفة طوكيوبوب، ديجيتال مانغا، فيز، دارك هورس كومكس، ين برس ودل ريه مانغا. مؤسس فيز ميديا، سيجي هوريبوتشي، توقع أن سوق الروايات الخفيفة ستمر بزيادة مشابهة في الشهرة كما حدث في ثقافة اليابانية الفرعية متى يعترف بها الجمهور المستهلِك.

## التاريخ
الأدب الشعبي له شعبية طويلة في اليابان. بالرغم من أن روايات اللب الزهيدة كانت موجودة في اليابان في السنوات السابقة، لكن 1975 تعتبر من قبل البعض البداية الرمزية لتاريخ الرانوبه. ذلك عندما ابتكرت سونوراما بونكو؛ كانت الأولى من الطبعات العديدة التي نشرت كتب الجيب الشعبية المشابهة للرانوبه الحديثة من حيث الشاعرية. مؤلفو الخيال العلمي والرعب مثل هيديوكي كيكوتشي أو باكو يوميماكورا بدؤوا عملهم من خلالها.
في ثمانينات القرن العشرين، أخذت الروايات الملحمية ليوشيكي تاناكا — أسطورة الأبطال المجريين وأسطورة أرسلان البطولية — جمهور اليابان من الذكور الشبان كالعاصفة. أيضاً، روايات سجل حرب لودوس الملهمة بألعاب تقمص الأدوار حصلت على الشهرة. جميعها حولت لرسوم متحركة في وقت لاحق.
شهدت تسعينات القرن العشرين السلسلة الساحقة سلايرز التي مزجت عناصر الخيال-ألعاب تقمص الأدوار بالكوميديا. في السنين اللاحقة، أنشأت ميديا ووركس طبعة شعبية باسم دنغكي بونكو، التي تنتج سلسلات روايات خفيفة معروفة حتى اليوم. سلسلة بوغيبوب كانت نجاحهم الكبير الأول الذي حول لأنمي بعد فترة وجعل العديد من مشاهدي الأنمي مهتهين بالأدب.
واصل مؤلفو دنغكي بونكو لفت الانتباه ببطء حتى مرت الرواية الخفيفة الصغيرة بانفجار في 2006. بعد النجاح الكبير لسلسلة هاروهي سوزوميا، ارتفع عدد الناشرين والقراء المهتمين بالروايات الخفيفة بسرعة مفاجئة.
صارت الروايات الخفيفة جزءاً مهماً من الثقافة اليابانية ثنائية الأبعاد في بداية القرن الحادي والعشرين. أعداد سلسلات رانوبه المنشورة سنوياً في ازدياد، أشهر رسامي بيكسيف صوروها، والأعمال الأكثر نجاحاً حولت لأنمي ومانغا وأفلام حركة حية.